# ソリブジン
ソリブジン（英:sorivudine）は、抗ウイルス薬のひとつで、チミジンのアナログである。ウイルス感染症の治療薬として、特に単純ヘルペスウイルス、水痘・帯状疱疹ウイルス、EBウイルスに有効である。
1979年にヤマサ醤油により新規合成され、1993年9月3日に日本商事（現・アルフレッサ）より商品名ユースビルが販売された。エーザイが販売提携していた。
1993年の販売開始からの事故は、ソリブジン薬害事件などとして知られ、日本国内では治験段階で3人、1993年9月の発売後1年間に15人の死者を出し、販売は自主的に停止された。

## 効果・効能
ソリブジンは単純ヘルペスウイルス1型（HSV-1）、水痘・帯状疱疹ウイルス（VZV）、EBウイルスに効果のある抗ヘルペスウイルス剤で、当時のヘルペス治療の第一選択薬だったアシクロビル（Zovirax、Activir）よりVZVへのウイルス活性は2,000-3,000倍強い。また、有効な治療方法がないEBウイルスにも効果がある。
帯状疱疹に対する服用量は成人1日50mg3回で、アシクロビル内服（1日4g）の20分の1以下である。アメリカのブリストル・マイヤーズ スクイブがヤマサ醤油からのライセンスを受けて開発し、FDAに申請した成人服用量は40mg1日1回で、アシクロビル内服の100分の1である。

## 特徴
ソリブジンはチミジンのアナログであり、非環状グアニンヌクレオシドのアシクロビルとは構造を異にする。ソリブジンがアシクロビルよりVZVに強い活性を示すのは、第一にVZVのチミジンキナーゼ対する親和性が圧倒的に高いこと、即ち、著しくリン酸化され易いことにあり、また、アシクロビルの活性化とは異なり、ソリブジン一リン酸は細胞のキナーゼでは次の段階のリン酸化はされず、ソリブジンの2段階目のリン酸化もウイルスのチミジンキナーゼにより行われることによる。
HSV-2のチミジンキナーゼはチミジル酸キナーゼ活性が微弱なためソリブジンのHSV-2に対する作用は著しく弱い。

## 薬理
ソリブジンはヘルペスウイルスのチミジンキナーゼで特異的にリン酸化されて3リン酸化体の活性体となり、恐らくチェーンターミネーターとして働き、ウイルスのDNA鎖の中には取り込まれることなく、ウイルスのDNAポリメラーゼを阻害し、あるいは直接DNAポリメラーゼを阻害し、DNAの複製を阻害することでウイルスの増殖を阻害する。
消化管吸収に優れ、消化管から吸収された後は大半が分解されることなく尿として排出される。

## 副作用
添付文書に記載される臨床試験内の副作用発現率は、3.5%で、内訳は発熱、悪心・嘔気、嘔吐、食欲不振、上腹部痛、発疹となっている。
このデータには、後述する5-FU系代謝拮抗薬との相互作用による副作用は含まれていない。日本国内では治験段階で3人、1993年9月の発売後1年間に15人の死者を出している。

## 5-FUとの併用
ソリブジンの一部は腸内細菌の作用でブロモビニルウラシルに代謝分解される。このブロモビニルウラシルはフルオロウラシル(5-FU)の代謝酵素であるDPD（dihydropyrimidine dehydrogenase）と結合して、不可逆的に阻害し、5-FUの血中濃度を上げ、5-FUの副作用である白血球減少、血小板減少などの血液障害や重篤な消化管障害を引き起こす。後述する薬害事件の生じる原因である。
構造式からは、相互作用の生じることは予測可能ではないが、開発途中で実施した5-FUとの併用毒性の動物実験の結果を十分考慮し、5-FU系薬剤を併用禁忌にし、使用する医師や薬剤師がこれを遵守すれば発売後の薬害事件を防ぐことができた。

### ソリブジン薬害事件
1979年（昭和54年）、ヤマサ醤油がソリブジンを新規に合成し、上述の如きヘルペスウイルス、特にHSV-1とVZVに対する選択性の高い強力な抗ウイルス作用を確認した。1985年（昭和60年）から日本商事と経口帯状疱疹薬として共同開発を進めた。1988年、ヤマサ醤油は、米国のスクイブ社（後に合併によりブリストールマイヤーズ スクイブ）に、海外の開発及び販売権をライセンスした（商品名・Bravavir）。
1993年（平成5年）9月3日、抗ウイルス剤（商品名・ユースビル錠）として、日本商事から発売される。しかし、発売後1ヶ月足らずでフルオロウラシル系抗癌剤との併用で重篤な副作用が発生する。9月20日にエーザイ側から市販後最初の1例目の副作用情報が日本商事に寄せられたと報告されている。
1994年9月に、厚生省（現・厚生労働省）から公表された「ソリブジンによる副作用に関する調査結果」によれば、1993年10月8日に中央薬事審議会の副作用報告調査会が開催され、その諮問を受け厚生省は「緊急安全性情報（ドクターレター）」の医療機関への配布を指示した。10月12日、厚生省はソリブジンと5-FU系薬剤との相互作用による死亡3例を含む7例の重篤な副作用発現を記者発表した。同日、日本商事も大阪証券記者クラブにて「重篤な副作用の発現」と 「製品の出荷停止の措置」を発表した。12日に「自主的安全性情報」、13日に「緊急安全性情報」を医療機関に配布し、11月19日より自主回収を実施した。
日本商事の調査の結果、23例で副作用発現（うち死亡14例）となった。
1994年3月5日、同社株のインサイダー取引による疑惑が持ち上がる。ソリブジンの相互作用による副作用で死亡事故が発生したことが公表されるまでに、日本商事の役職員・社員と、ユースビルに関わったエーザイ社員、さらには取引先の医師やその家族がそれぞれ自己保有している日本商事やエーザイの株式を売却し、株価下落の損失を回避したことが証券取引法違反（インサイダー取引禁止）に問われた。これにより、日本商事の服部孝一社長が辞任する。
日本商事はユースビル錠の復活を期して、アメリカにおけるソリブジン開発の進捗を注視していた。しかし、1996年7月、ソリブジンのNDAが審査の途中で取り下げられたため、アメリカでの開発は中止となった。これを受け、日本商事はユースビル錠の販売を断念した。
なお、「ユースビル」は薬害と言われながらも日本商事の自主回収であり、当時の厚生省から承認取り消しはされなかった。つまり、厚生省は併用禁忌の徹底や安全性情報の提供など方策を練れば再発売が可能な道筋をつけていたのである。しかし、日本商事側が自主的に承認を取り下げたことにより、ソリブジンは市場から姿を消し、2008年にファムシクロビルの承認が降りるまで長きにわたって日本での帯状疱疹治療薬はアシクロビル系統のみとなっていた。
伴って添付文書の相互作用の項の不備が指摘され、1995年頃には厚生省に 「医薬品適正使用推進方策検討委員会」が設置され、そのうちの1つの 「添付文書の改善に関する研究班」 が添付文書の見直しを行った。1996年には、様々な記載要項などが定められた。

## 参考資料
- 『ファルマシア』1993年10月号
- 『日本化学療法学会誌』1990年3月号